# Stromae
Paul Van Haver (Bruxelles, 12. ožujka 1985.), poznatiji kao Stromae, belgijski je pjevač i tekstopisac. Izdvaja se na području elektroničke glazbe i hip-hopa. Na glazbenu scenu probio se s pjesmom, "Alors on danse", koja je dosegla prvo mjesto na top listama u nekoliko europskih zemalja.

## Životopis

### Djetinjstvo i počeci karijere
Paul Van Haver rođen je u Bruxellesu, sin je belgijske majke i ruandskog oca. Njegov otac većinom je bio odsutan tijekom njegova djetinjstva, a 1994. ubijen je tijekom genocida u Ruandi. Njegova majka odgojila ga je u francuskoj zajednici u predgrađu Bruxellesa. S jedanaest godina, Van Haver je počeo pokazivati interes za glazbu. Njegovo prvo iskustvo s glazbenom teorijom odvilo se dok je pohađao Académie musicale de Jette gdje je studirao povijest glazbe i naučio svirati bubnjeve. 
Godine 2000. pojavio se na sceni kao reper zvan Opmaestro, a kasnije je promijenio svoje umjetničko ime u Stromae (inverzija slogova od "Maestro", praksa poznatija kao verlan) te je pod tim imenom Van Haver postao uspješan. 
S osamnaest godina, osnovao je rap skupinu Suspicion, zajedno s reperom J.E.D.I.-jem. Zajedno su producirali te izdali video za pjesmu "Faut que t'arrête le rap...", ali se ubrzo rap duo razišao. Tijekom studija u briselskoj filmskoj školi Institut national de radioélectricité et cinématographie Stromae se odlučio potpuno koncentrirati na svoju glazbenu karijeru te je izdao svoj prvi EP, Juste un cerveau, un flow, un fond et un mic... (2007.). Sljedeće godine potpisao je četverogodišnji ugovor s izdavačkim kućama Because Music i Kilomaître.

### Prvi album i međunarodni uspjeh
Tijekom 2009., Stromae je radio na francuskoj radio postaji NRJ u Bruxellesu. Tadašnji glazbeni menadžer radija, Vincent Verbelen, bio je impresioniran Stromaeovim prvim singlom, "Alors on danse" te ga je odlučio emitirati po prvi puta na NRJ-u. Vrlo pozitivnim odgovorom slušatelja te nekoliko javnih utjecajnih osoba, Stromae je postao poznat široj publici. U samo nekoliko tjedana nakon objave na radiju, prodaja pjesme dovela ju je na poziciju broj jedan u Belgiji. 
Ubrzo nakon toga, Vertigo Records, ogranak izdavačke kuće Mercury Records France (UMG), potpisao je sa Stromaeom ugovor za svjetsko licenciranje. Do svibnja 2010. godine "Alors on danse" dosegao je broj jedan u Belgiji, Francuskoj, Nizozemskoj, Grčkoj, Njemačkoj, Austriji, Turskoj, Švicarskoj, Italiji, Danskoj, Rumunjskoj i Češkoj. U rujnu iste godine Stromae je surađivao s američkim reperom Kanye Westom na remixu svoje hit pjesme. Glazbeni kritičar Molloy Woodcraft opisao ga je sljedećim riječima: "[Stromae] kombinira elektroničke synthove i beatove iz 90-ih s opuštenim nastupom koji ima zapanjujući efekt."
Jedan je od deset dobitnika European Border Breakers Award 2011. godine. U veljači 2011. njegov debitantski studijski album, Cheese, osvojio je nagradu za najbolji dance album na Victoires de la musique.

### Racine carrée
Prvi singl "Papaoutai" s nadolazećeg albuma digitalno je objavljen u svibnju 2013. godine. Pjesma je dospjela na prvo mjesto u Belgiji i Francuskoj te unutar top deset u nekoliko europskih država. "Papaoutai" je postala najprodavanija pjesma u Belgiji u 2013. godini.
Sljedeći singl, "Formidable", izdan u lipnju iste godine, postao je njegova najuspješnija pjesma nakon "Alors on danse" iz 2009. U tjednu objave, dospio je na broj jedan u Belgiji i Francuskoj. 
U kolovozu 2013. godine objavio je svoj drugi studijski album Racine carrée koji je dostigao multiplatinastu nakladu u Belgiji, Francuskoj i Švicarskoj. 
U studenom 2013. osvojio je nagradu za najboljeg belgijskog glazbenika na MTV Europe Music Awards.

## Diskografija
Studijski albumi
- Cheese (2010.)
- Racine carrée (2013.)
- Multitude (2022.)

EP-ovi
- Juste un cerveau, un flow, un fond et un mic… (2007.)

Mixtapes
- Freestyle Finest (2006.)
- Mixture Elecstro (2009.)

Video albumi
- Racine carrée Live (2015.)

## Vanjske poveznice
- Službena stranica (fr.)

|  | Zajednički poslužitelj ima još gradiva o temi Stromae |